# Spangbergiella vulnerata
Spangbergiella vulnerata är en insektsart som beskrevs av Philip Reese Uhler 1877. Spangbergiella vulnerata ingår i släktet Spangbergiella och familjen dvärgstritar. Inga underarter finns listade i Catalogue of Life.